# Canton du Lamentin-3-Est
Pour les articles homonymes, voir Canton du Lamentin (homonymie).
Le canton du Lamentin-3-Est est une ancienne division administrative française située dans le département et la région de la Martinique.

## Histoire
En Martinique, le canton du Lamentin-3-Est était, avec les cantons du Lamentin-1-Sud-Bourg et du Lamentin-2-Nord, l'un des trois cantons créés en 1985, en remplacement du canton du Lamentin.
À la suite des élections territoriales de décembre 2015 concernant la collectivité territoriale unique de Martinique, le conseil régional et le conseil général sont remplacés par l'assemblée de Martinique. De fait, les cantons disparaissent.

## Géographie
Dépendant de l'arrondissement de Fort-de-France, le canton du Lamentin-3-Est était l'un des trois cantons correspondant à une partie de la commune du Lamentin.

## Administration
| Période | Période       | Identité         | Étiquette | Qualité                                                                 |
| ------- | ------------- | ---------------- | --------- | ----------------------------------------------------------------------- |
| 1985    | 1988          | Georges Gratiant | PCM       | Maire du Lamentin (1959-1989)                                           |
| 1988    | ....          | Bertin Michigant | PCM       | Ancien conseiller général du canton du Lamentin-1-Sud-Bourg             |
| ....    | 2001          | Albert Pivaty    | BPM       | Adjoint au maire du Lamentin Vice-président du Conseil général          |
| 2001    | décembre 2015 | Josette Manin    | BPM       | Adjointe au maire du Lamentin Présidente du Conseil général (2011-2015) |

## Composition
Le canton du Lamentin-3-Est se composait uniquement d'une partie de la commune du Lamentin et comptait 12 643 habitants (population municipale) au 1er janvier 2012,.

## Démographie
| 1990 | 1999   | 2006   | 2009   | 2012   |
| ---- | ------ | ------ | ------ | ------ |
| -    | 11 625 | 12 118 | 11 934 | 12 643 |